# Andrzej Artur Zamoyski
Andrzej Artur Zamoyski herbu Jelita (ur. 2 kwietnia 1800 w Wiedniu, zm. 29 października 1874 w Krakowie) – polski hrabia, działacz polityczny i gospodarczy w Królestwie Polskim, szambelan dworu królewskiego Mikołaja I Romanowa w 1830, jeden z czołowych przedstawicieli pracy organicznej.

## Życiorys
Syn Stanisława Kostki Zamoyskiego i Zofii z Czartoryskich Zamoyskiej, brat gen. Władysława Zamoyskiego. Przez matkę, Zofię z Czartoryskich, należeli Zamoyscy do „puławskiego” odłamu arystokracji polskiej, odłamu pielęgnującego tradycję Sejmu Czteroletniego i 3 maja, tradycję patriotyczną, ale „umiarkowaną”, która nawiązywała do odgórnych i ostrożnych reform, zaplanowaną ongi przez Familię dla ratowania ginącego państwa. Natomiast żona Andrzeja Zamoyskiego, Róża z Potockich, była wnuczką Szczęsnego, a siostrą przyrodnią Branickich, wywodziła się więc z „targowickiego gniazda”. W 1824 poślubił Różę Potocką, z którą miał pięciu synów: Władysława, Stanisława, Andrzeja, Jana i Zdzisława oraz trzy córki: Zofię (1825-1873) zamężną z Franciszkiem Żółtowskim, Cecylię (1831-1904) z ks. Jerzym Lubomirskim i Różę (1836-1915) z ks. Eugeniuszem Lubomirskim. Brał udział w powstaniu listopadowym.
Od 1842 organizował w swej rezydencji w Klemensowie zjazdy ziemian, w 1848 zawiązał „Spółkę Żeglugi Parowej na Rzekach Spławnych Królestwa hrabia Zamoyski et Compania”, uruchomił produkcję statków i barek. Spółkę założył razem z francuskim inżynierem Edwardem Guibertem. W następnych latach wciągnął do tej spółki fundusze innych członków rodziny i innych ziemian oraz Leopolda Kronenberga. Część spółki w 1871 odkupił od niego Maurycy Fajans. Wydawca i od 1847 redaktor Roczników Gospodarstwa Krajowego. Inicjator i prezes Towarzystwa Rolniczego (1858–1861). Był też właścicielem Pałacu Zamoyskich przy Nowym Świecie w Warszawie; w latach 1843–1846 zlecił przebudowę pałacu pod kierunkiem Henryka Marconiego.
Przeciwnik Aleksandra Wielopolskiego, który w 1861 spowodował rozwiązanie Towarzystwa Rolniczego. W 1862 skrytykował pismo podpisane przez biskupa Jana Marszewskiego, domagające się utrzymania świeckiej władzy papieża. We wrześniu 1863 po zamachu na Fiodora Berga dokonanego z Pałacu Zamoyskich, na rozkaz cara Aleksandra II musiał opuścić Królestwo Polskie. Po wydaleniu przebywał w Paryżu i Dreźnie. Członek korespondent Galicyjskiego Towarzystwa Gospodarskiego (1846-1874).
Pochowany w Krakowie na cmentarzu Rakowickim. Rząd rosyjski nie pozwolił na sprowadzenie zwłok do Warszawy. Dopiero w październiku 1923 pochowano go w podziemiach warszawskiego kościoła św. Krzyża.